# Soyouz-TM
Le Soyouz-TM (russe : Союз TM signifiant « Union »; les lettres TM sont le sigle du russe : транспортный модифицированный soit Transportnyi Modifitsirovannyi, ce qui signifie « transport » « modifié ») est la quatrième génération du vaisseau spatial Soyouz utilisé entre 1982 et 2002.

## Missions
- Soyouz TM-1 (test inhabité en 1986)
- Soyouz TM-2
- Soyouz TM-3
- Soyouz TM-4
- Soyouz TM-5
- Soyouz TM-6
- Soyouz TM-7
- Soyouz TM-8
- Soyouz TM-9
- Soyouz TM-10
- Soyouz TM-10
- Soyouz TM-11
- Soyouz TM-12
- Soyouz TM-13
- Soyouz TM-14
- Soyouz TM-15
- Soyouz TM-16
- Soyouz TM-17
- Soyouz TM-18
- Soyouz TM-19
- Soyouz TM-20
- Soyouz TM-21
- Soyouz TM-22
- Soyouz TM-23
- Soyouz TM-24
- Soyouz TM-25
- Soyouz TM-26
- Soyouz TM-27
- Soyouz TM-28
- Soyouz TM-29
- Soyouz TM-30
- Soyouz TM-31
- Soyouz TM-32
- Soyouz TM-33
- Soyouz TM-34